# Tim Aelbrecht
Tim Aelbrecht (Dendermonde, 7 januari 1982) is een Belgisch voormalig voetballer die speelde op het middenveld.

## Loopbaan
Hij speelde sinds juli 2006 voor Eendracht Aalst. In januari 2009 vertrok hij naar 4e klasser SK Berlare. In het seizoen 2009/2010 komt hij uit voor 4e klasser Verbroedering Meldert.
Eerder speelde hij ook al voor Eendracht Aalst maar later kwam hij ook nog uit voor ploegen zoals SK Lebbeke, KAA Gent en RKC Waalwijk.

## Clubs
- ?-1999: SK Lebbeke
- 1999-2000: KAA Gent
- 2000-2002: SC Eendracht Aalst
- 2002-2004: RKC Waalwijk
- 2004-2006: KV Kortrijk
- 2006-2009: SC Eendracht Aalst
- 2009: SK Berlare
- 2009-2010: TK Meldert
- 2010-2011: VC Groot Dilbeek
- 2011-2015: SK Berlare